# Тейт, Сара
Сара Энн Тейт (англ. Sarah Anne Tait, в девичестве Аутуэйт (англ. Outhwaite); 23 января 1983, Перт — 3 марта 2016, Мельбурн) — австралийская гребчиха, выступала за национальную сборную Австралии по академической гребле в середине 2000-х — начале 2010-х годов. Участница трёх летних Олимпийских игр, серебряная призёрка Олимпиады в Лондоне, чемпионка мира, победительница многих регат национального и международного значения.

## Биография
Сара Аутуэйт родилась 23 января 1983 года в городе Перт штата Западная Австралия. Имела троих братьев и сестёр, росла в спортивной семье, в частности её отец Саймон Аутуэйт на профессиональном уровне играл в австралийский футбол, а олимпийский чемпион по гребле Дэвид Кроушей приходится ей троюродным братом.
Активно заниматься академической греблей начала в возрасте четырнадцати лет в 1997 году, проходила подготовку в местном гребном клубе «Суон Ривер». Первого серьёзного успеха на международном уровне добилась в сезоне 2000 года, выиграв серебряную медаль в женских четвёрках на чемпионате мира среди юниоров в Загребе.
В 2004 году вошла в основной состав австралийской национальной сборной и благодаря череде удачных выступлений удостоилась права защищать честь страны на летних Олимпийских играх в Афинах. Стартовала здесь в рулевых распашных восьмёрках — преодолела предварительный квалификационный этап, тогда как в решающем финальном заезде финишировала шестой. Год спустя побывала на чемпионате мира в японском Кайдзу, откуда привезла награды золотого и серебряного достоинства, выигранные в восьмёрках с рулевым и двойках без рулевого соответственно.
Находясь в числе лидеров гребной команды Австралии, благополучно прошла квалификацию на Олимпийские игры 2008 года в Пекине, где вновь заняла шестое место в распашных рулевых восьмёрках. На тот момент она была замужем за тренером национальной сборной Биллом Тейтом и спустя три месяца после Олимпиады забеременела. Желая затем продолжить карьеру, продолжала тренироваться вплоть до трёх последних недель беременности, а после рождения ребёнка сумела набрать прежнюю форму в течение пяти месяцев. Австралийская федерация гребли примерно в это же время внесла в свой регламент изменения, касающиеся посещений родственниками спортсменов — детям было разрешено находиться рядом со своими родителями-спортсменами во время тренировочных сборов и соревнований, и семья Тейт, как отмечалось, существенно повлияла на это решение.
В 2011 году Сара Тейт выступила на чемпионате мира, проходившем на озере Блед, и в безрульных распашных двойках выиграла бронзовую медаль, уступив только экипажам из Новой Зеландии и Великобритании. Позже отправилась представлять страну на Олимпийских играх 2012 года в Лондоне — на сей раз выступала в двойках без рулевого и вместе со своей напарницей Кейт Хорнси финишировала в финале второй, завоевав тем самым серебряную олимпийскую медаль — в решающем заезде их обошли только британки Хелен Гловер и Хизер Стэннинг.
В феврале 2014 году, спустя одиннадцать месяцев после рождения второго ребёнка, Тейт объявила о завершении карьеры профессиональной спортсменки, поскольку врачи диагностировали ей рак шейки матки. Пройдя курс лечения химиотерапией и облучением, она попыталась вернуться к тренировкам, но ремиссия вскоре закончилась, и пришлось возобновить медикаментозные процедуры. После трёх лет безуспешной борьбы с раком 3 марта 2016 года Сара Тейт умерла в Мельбурне в возрасте 33 лет.